# Gotsangpa Gonpo Dorje
Gotsangpa Gonpo Dorje (tibétain : རྒོད་ཚང་པ་མགོན་པོ་རྡོ་རྗེ, Wylie : rgod tshang pa mgon po rdo rje) (1189-1258), est l'un des principaux religieux de la branche Drukpa de l'école kagyupa. 

## Enfance
Gotsangpa Gonpo Dorje est né en 1189 dans la région de Lhodrak au sud du Tibet. Après sa naissance, il a été nommé Gonpo Pel. Son père et sa mère ont été séparés en raison de difficultés financières. Sa mère a fondé une nouvelle famille avec un riche médecin et l'a laissé aux soins de son père. Peu après, son père est mort à la suite d'une maladie. En conséquence, Gonpo Pel a dû commencer très jeune à chercher un moyen de subsistance, et fut payé comme lecteur.
Adolescent, il était aussi connu sous le nom de Pakshi Dondrub Sengge. À l'époque pré-mongole, pakshi signifiait un artiste itinérant, qui pouvait impliquer la comédie, la jonglerie, l'acrobatie, la narration d'histoires, la danse et le chant. Vers l'apogée de l'Empire mongol, le même mot, en viendrait à signifier un enseignant religieux.

## Éducation
À l'âge de seize ans, il se rend à Lhassa, où il s'intéresse au bouddhisme en raison de son dégoût pour les affaires du monde . Il étudia ensuite au monastère de Ralung où il prend refuge et reçoit le nom de Gonpo Dorje de Tsangpa Gyare Yeshe Dorje. Lorsque ce dernier mourut en 1211, il passa trois ans dans la région de Kharchu. Il s'est ensuite rendu avec Gar Lotsāwa à Jalandhar en Inde. Ils retournèrent ensuite Lahaul et au Tibet via la vallée de Kulu. Il a ensuite pratiqué pendant trois ans à Pom Lhakhab et pendant sept ans à  Gotsang à la frontière népalaise.

## Dernières années de vie
Gotsangpa Gonpo Dorje a construit plusieurs monastères bouddhistes dans les dernières années de sa vie, dont le monastère de Tengdro. Il a fondé une tradition appelée Tö Druk (stod 'brug). Il a conseillé à ses disciples de ne pas collecter d'argent pour la décoration des monastères bouddhistes, mais à se concentrer sur des méditations solitaires. L'un de ses principaux disciples était Orgyenpa Rinchen Pal.

## Source
1. 1 2 3 4  Dan Martin, « Gotsangpa Gonpo Dorje », sur Treasury of Lives, août 2009
2. ↑  (en) « The Tibetan and Himalayan Library », sur thlib.org (consulté le 24 juin 2023).